# Tubulipora duplicatocrenata
Tubulipora duplicatocrenata is een mosdiertjessoort uit de familie van de Tubuliporidae. De wetenschappelijke naam van de soort is voor het eerst geldig gepubliceerd in 2009 door Gontar.